# 新加坡考试与评鉴局
新加坡考试与评鉴局（英語：Singapore Examinations and Assessment Board, SEAB，簡稱考评局），是新加坡教育部下轄的法定机构。
SEAB成立于2004年1月，負責制定和执行在新加坡举行的國家考试，以及提供其他审查和评估服务。

## 考试监管
以下考试由新加坡考试与评鉴局监管执行。

### 小学考试
- 小學離校考試 (小六会考)
- 国际小學離校考試(iPSLE)、小六会考的国际版。

### 中学考试
- 新加坡-劍橋普通教育證書普通水準（GCE O-水準）会考
- 新加坡-劍橋普通教育證書初级水準（GCE N-水準）会考
  - 新加坡剑桥普通教育證書初级(学术)水準 (GCE N(A)-水準)
  - 新加坡剑桥普通教育證書初级(技术)水準 (GCE N(T)-水準)

### 高等教育入學考试
- 新加坡-剑桥普通教育证书高级水准会考